# Lago Torrens
El lago Torrens (del inglés: Lake Torrens), pese a lo que su nombre sugiera, es casi siempre un desierto salado de Australia de 5700 km² más que un vasto rosario de humedales llenos de vida acuática, que llena una parte de un rift importante de Australia Meridional. El lago de 240 km de largo, es a menudo una laguna salada terriblemente seca, que está separada del fondo del golfo de Spencer localizado más el sur, separado por un istmo de 22 km. Se encuentra principalmente localizado en la depresión homónima entre las primeras estribaciones del macizo de Andamooka, en el oeste, y las de la cordillera Flinders, al este. Su parte meridional está a menos de 50 km de Puerto Augusta y a 345 km al norte de Adelaida.
El lago Torrens es sobre todo una inmensa extensión de sal que no ha estado completamente lleno más que una única vez en los últimos ciento cincuenta años. Es la segunda área en extensión en la esquina noreste del estado de Australia del Sur, una zona constelada por un gran número de lagos y lagunas vecinos que han sido mares interiores hace unos pocos millones de años: Eyre, Florence, Blanche, Gregory, Goyder, Etamunbani, Ephemeral y Playa, al norte; Permatty, Mac Farlane, Island, Gairdner, Acraman, Everard, Harris y Labyrinth, al oeste; y Frome y Callabona, al este.

## Historia
Descubierto y, sobre todo señalado por el explorador británico Edward John Eyre  en 1840 al oeste de la cordillera Flinders, el lago Torrens estaba en esa época desecado.  El nombre de la vasta extensión fue elegido en honor de un responsable del estado de Australia del Sur, que era también uno de los concejales de la capital Adelaida, el coronel Robert Torrens, que fomentó la exploración de las tierras del interior. Este último economista y teórico inglés, nacido en 1780 y muerto en 1864, había participado en la fundación de la colonia del sur de Australia en 1834. También dio su nombre al río Torrens, que corre a través de Adelaide.
Esto denominación honra, quizás de manera ambigua, teniendo en cuenta la desolación del lugar, y el notable protector y parsimonioso patrocinador Robert Torrens y la villa pionera en formación que había enriquecido a Edward Eyre lo suficiente para pasar dos años sin preocupaciones financieras explorando el sur del continente austral cartografiado por Matthew Flinders. Adelaida era entonces el destino de los grandes rebaños de ovejas y de ganado bovino que eran conducidos desde los confines de las montañas de Nueva Gales del Sur siguiendo a lo largo de los ríos Darling, y Murray. Edward Eyre, haciendo en parte oficio de financiero, empresario y conductor de una gran manada que se desplazó sin pérdidas significativas había así acumulado un gran beneficio.
Téngase en cuenta que la exploración geográfica sistemática y detallada de estas inmensas cubetas salinas, que son el lago Torrens y el lago Eyre, más al norte, se llevó a cabo más tarde por John McDouall Stuart, de manera destacable.

## Reserva natural
Este lago endorreico poco accesible, abandonado por la autopista Stuart, que comienza la travesía del continente australiano más al oeste, es una parte integral del parque nacional Lago Torrens. Su acceso no está permitido sin un permiso de visita. Cuando llueve incluso ligeramente sobre las grandes extensiones de aspecto más o menos terrosas, una pujanza remonta la sal al suelo, formando una corteza lisa y el color de la tierra resurge con fuerza.

## El lago Torrens de Adelaida

El otro lago Torrens separa Adelaide (gris claro) de North Adelaide (gris oscuro)..

A veces también se llama lago Torrens a un embalse artificial en el río Torrens que separa  Adelaida de Adelaida del Norte..